# Leiolopisma telfairii
Leiolopisma telfairii (Desjardin, 1831) è un piccolo sauro della famiglia Scincidae, endemico di Round Island (Mauritius).

## Distribuzione e habitat
Una volta diffusa in tutta l'isola di Mauritius, la specie è andata progressivamente incontro ad estinzione sull'isola madre, a causa dell'invasione da parte dei ratti. A partire dalla metà del XIX secolo, l'areale di  Leiolopisma telfairii si è ristretto all'isola di Round Island. Nel 2006 è stato avviato un programma di ripopolamento sull'Île aux Aigrettes, nel sud-est,  e a Coin de Mire, nel nord.